# Michael Carrick
Michael Carrick (Wallsend, Engleska, 28. srpnja 1981.) bivši je engleski nogometaš i nacionalni reprezentativac koji je igrao na poziciji veznjaka. Trenutačno je privremeni trener Manchester Uniteda.
Carrick je nogometnu karijeru započeo 1997. godine u juniorima West Ham Uniteda da bi godinu potom zaigrao za seniorski sastav. Također, klub je igrača dva puta slao na posudbe u Swindon Town i Birmingham City da bi u sezoni 2000./01. osigurao mjesto u prvom sastavu Čekićara. Do 2004. godine je skupio preko 150 nastupa za klub nakon čega je transferiran u Tottenham Hotspur za 3,5 milijuna GBP. Nakon dvije godine i 64 prvenstvene utakmice, Carrick je 2006. godine prodan Manchester Unitedu za 18 milijuna GBP.
Tijekom debitantske sezone za Crvene vragove (2006./07.) Michael Carrick je postao važna karika momčadi koja je tada osvojila naslov engleskog prvaka. Igrač je s klubom sljedeće sezone uspio obraniti naslov prvaka dok je u sezoni 2007./08. osvojena dvostruka kruna (FA Premier liga i UEFA Liga prvaka). U samom finalu Lige prvaka Carrick je odigrao svih 120 minuta susreta a United je pobijedio londonski Chelsea boljim izvođenjem jedanaesteraca (6:5). I sam Carrick je pucao i realizirao jedan od kaznenih udaraca.
Već sljedeće sezone Carrick je ponovo s klubom igrao u finalu Lige prvaka ali tada je Manchester United poražen od Barcelone.
Od ostalih trofeja osvojenih u dresu Crvenih vragova tu su Liga kup, FA Community Shield i Svjetsko klupsko prvenstvo.
Prije nastupa za seniorsku reprezentaciju, Carrick je igrao za englesku U18, U21 i B reprezentaciju. Za A vrstu je debitirao 2001. godine te je do povlačenja iz reprezentacije skupio 22 nastupa. Razlog malom broju odigranih utakmica za reprezentaciju bila je velika konkurencija koju su činili Steven Gerrard, Frank Lampard, Gareth Barry te na kraju Scott Parker.
Igrač je s Gordi Albionom nastupio na dva svjetska prvenstva (Njemačka 2006. i Južna Afrika 2010. godine).

## Nogometna karijera

### Klupska karijera

#### West Ham United
Carrick je nogometnu karijeru započeo 1997. godine u juniorima West Ham Uniteda s kojima je u sezoni 1998./99. osvojio juniorski FA kup. West Ham je pobijedio u obje utakmice Coventry City s gol-razlikom 9:0 dok je sam igrač zabio dva gola.
Igrača je u seniorima vodio Harry Redknapp koji je tvrdio da je Carrick imao težak start u momčadi najčešće zbog psihološkog razloga te je izgubio skoro dvije sezone zbog ozljeda. Za klub je debitirao 24. srpnja 1999. godine u gostujućoj utakmici Intertoto kupa protiv finskog Jokerita (1:1). Nakon pet tjedana ostvario je i prvenstveni debi kada je ušao u igru kao zamjena Riju Ferdinandu u 3:0 pobjedi protiv Bradford Cityja.
U studenom 1999. godine Michael Carrick je poslan na jednomjesečnu posudbu u Swindon Town za koji je prvu utakmicu odigrao u domaćem susretu bez pogodaka protiv Norwich Cityja. Svoj prvi profesionalni gol u karijeri Carrick je zabio 23. studenog 1999. godine u 2:1 porazu od Charlton Athletica.
U veljači 2000. godine igrač je po drugi puta poslan na posudbu, ovaj puta u Birmingham City za koji je nastupio u samo dvije utakmice.
Povratkom u West Ham United, Carrick se iskazao kao značajan igrač te je proglašen najboljim klupskim mladim igračem godine. Tako je u sezoni 2000./01. odigrao ukupno 41 utakmicu za klub od čega 33 prvenstvene. U travnju 2001. godine Carrick je zajedno sa suigračem Joeom Coleom nominiran za najboljeg mladog igrača koji dodjeljuje PFA a pobijedio je Liverpoolov veznjak Steven Gerrard.
Godine 2002. igrač se ozlijedio zbog čega je kao engleski juniorski reprezentativac propustio europsko U21 prvenstvo. Završetkom sezone 2002./03. West Ham United je ispao iz Premier lige te su ga zbog toga napustile uzdanice kluba Joe Cole, Frédéric Kanouté i Jermain Defoe dok je Carrick ostao u klubu.

#### Tottenham Hotspur
Nakon jedne sezone provedene u engleskoj drugoj ligi, Michael Carrick je odlučio napustiti West Ham jer se klub nije uspio vratiti u prvu ligu. Prema tadašnjim informacijama za igrača su bili zainteresirani Portsmouth, Arsenal, Everton, West Bromwich Albion i Crystal Palace dok je sam igrač u konačnici potpisao za Tottenham Hotspur. Dogovor između klubova je sklopljen 20. kolovoza 2004. godine. a četiri dana nakon toga transfer je finaliziran. Vrijednost transfera je iznosila 3,5 milijuna GBP. Igraču je dodijeljen dres s brojem 23 a za klub je debitirao 18. listopada u susretu protiv Portsmoutha.
Dana 3. prosinca 2005. godine Carrick je zabio prvi gol za Tottenham u domaćoj 3:2 pobjedi protiv Sunderlanda. Nakon više od godinu dana (8. travnja 2006. godine) igrač je zabio svoj drugi gol za klub u 2:1 pobjedi nad Manchester Cityjem.

#### Manchester United
Dana 10. lipnja 2006. godine Tottenham Hotspur je odbio ponudu Manchester Uniteda za Michaelom Carrickom kojeg je trener Alex Ferguson htio dovesti u klub kao zamjenu za irskog kapatana Royja Keanea koji je napustio Crvene vragove. Sljedećeg dana je Tottenhamov trener Martin Jol inzistirao na Carrickovom ostanku u klubu izjavivši pritom: "Ne želim izgubiti igrača poput Michaela koji je vjerojatno naš najbolji veznjak prošle sezone".
Dne 28. srpnja Tottenham je objavio da je s Manchesterom dogovorio uvjete transfera Michaela Carricka. Nakon tri dana transfer je i službeno potvrđen. Manchesterov izvršni direktor David Gill je potvrdio da vrijednost transfera iznosi 14 milijuna GBP (uz mogućnost povećanja na 18,6 milijuna GBP) što je činilo Carricka šestim najskupljim igračem u povijesti kluba. Carricku je pritom dodijeljen dres s brojem 16 koji je prije njega nosio Roy Keane.
Igrač je za novi klub debitirao 4. kolovoza 2006. godine u prijateljskoj utakmici protiv Porta. Sljedećeg dana Carrick se ozlijedio na utakmici protiv Ajaxa zbog čega je propustio početak nove sezone 2006./07. Nakon tri tjedna oporavka, igrač je debitirao za klub u Premier ligi u gostujućoj 3:0 pobjedi protiv Charlton Athletica. Već nakon tri dana je po prvi puta odigrao utakmicu u početnih 11 protiv Watford Cityja.
Svoj prvi pogodak za Manchester United, Michael Carrick je zabio 13. siječnja 2007. godine u domaćoj 3:1 pobjedi protiv Aston Ville dok je nakon mjesec dana zabio i prvi gol u FA kupu protiv Readinga. Prve golove (njih dva) u Ligi prvaka igrač je zabio 10. travnja 2007. godine u visokoj 7:1 pobjedi nad AS Romom na Old Traffordu.
Za Carricka je debitantska sezona u klubu bila veoma uspješna jer je s klubom osvojio Premier ligu i Community Shield.
U sezoni 2007./08. igrač je zabio dva prvenstvena pogotka, jedan u gradskom derbiju protiv Manchester Cityja a drugi bivšem klubu West Ham Unitedu. Klub je iste sezone obranio naslov nacionalnog prvaka te je osvojio i Ligu prvaka. Tjedan dana nakon što je osvojena Premier liga, Carricku je ponuđen novi petogodišnji ugovor dok su istodobno ugovori produljeni i Riju Ferdinandu te Wesu Brownu. U konačnici je igrač potpisao četverogodišnji ugovor koji istječe do lipnja 2012.
Tijekom prve utakmice sezone 2008./09. igrač je zamijenjen nakon 25 minuta igre protiv Newcastle Uniteda zbog ozljede gležnja. Sljedećeg dana potvrđeno je da će Carrick izbivati s terena tri tjedna dok se ne sanira ozljeda. Time je propustio utakmicu Superkupa Europe na monegaškom Stade Louis II protiv ruskog Zenita.
Dana 18. svibnja 2008. godine nakon domaće utakmice bez pogodaka protiv Arsenala, Carrick je s Unitedom osvojio svoj treći naslov engleskog prvaka. Nakon deset dana odigrano je i finale Lige prvaka protiv Barcelone. Međutim, katalonska momčad bila je prejaka i Manchester nije uspio obraniti naslov prvaka Europe. Kasnije je Carrick tu nogometnu večer opisao kao najgoru u svojoj karijeri.
U novoj sezoni 2009./10. igrač je prvi pogodak za klub zabio u prvoj utakmici Lige prvaka protiv tadašnjeg njemačkog prvaka VfL Wolfsburga. United je taj susret dobio s 2:1. Nakon dva mjeseca postigao je i prvi gol u sezoni, zabivši drugi gol u 3:0 pobjedi nad Evertonom.
Dana 25. siječnja 2010. godine zabio je svoj prvi gol u karijeri u polufinalu Liga kupa protiv gradskog rivala Cityja. Nakon desetak dana Carrick je zabio i Portsmouthu u domaćoj 5:0 pobjedi ali taj gol se u konačnici prepisao kao autogol Richarda Hughesa. Tek je 26. svibnja 2010. godine engleski nogometni savez nakon ekspertne analize "vratio" taj gol Carricku.
Dana 16. veljače 2010. godine igrač je po prvi puta u karijeri isključen iz igre nakon drugog žutog kartona u Unitedovoj 3:2 pobjedi nad Milanom na San Siru.
Utakmicu finala Liga kupa protiv Aston Ville, Michael Carrick je odigrao u cijelosti. Susret su dobili Crveni vragovi s 2:1 te je to postao prvi Carrickov osvojeni Liga kup. Također, te sezone klub nije uspio obraniti naslov engleskog prvaka kojeg je osvojio londonski Chelsea sa svega bodom prednosti.
Prije početka nove sezone 2010./11. Carrick je s klubom osvojio Community Shield igrajući unatoč ozljedi gležnja koju je zadobio tijekom pripremnih utakmica u Irskoj. Sir Alex Ferguson tada je rekao: "Carrick je jučer došao, htio je trenirati a nakon treninga je odigrao utakmicu". Također, ta pobjeda od 3:1 je bio i svojevrsni revanš Chelseaju za prošlo izgubljeno prvenstvo.
Protiv istog protivnika Carrick je također odigrao odličnu utakmicu u gostujućoj 1:0 pobjedi u Ligi prvaka. Tada je bio kreator akcije iz koje je pobjednički gol zabio Wayne Rooney koji ga je kasnije pohvalio.
Manchester United je Community Shield osvojio i 2011. godine također s ozlijeđenim Michaelom Carrickom kojeg je trener Ferguson ipak stavio u početni sastav. Tada je klub do poluvremena gubio s 0:2 dok je Carricka zamijenio junior Tom Cleverley. Do kraja utakmice United je uspio preokrenuti na 3:2 protiv gradskog rivala Cityja.
Dana 8. siječnja 2012. godine Michael je odigrao svoju jubilarnu 250. utakmicu za Manchester United u svim natjecanjima. U istom mjesecu igrač je zabio Bolton Wanderersu nakon godinu dana "golgeterskog posta".

### Reprezentativna karijera
Nakon nastupa za U18, U21 i B reprezentaciju, Michael Carrick je debitirao za Englesku u prijateljskoj utakmici protiv Meksika u svibnju 2001. godine. Tada je ušao u igru kao zamjena na poluvremenu za Davida Beckhama.
Dana 8. svibnja 2006. godine tadašnji izbornik Sven-Göran Eriksson uveo je Carricka na popis reprezentativaca za predstojeće Svjetsko prvenstvo u Njemačkoj. Igrač je tada odigrao dvije utakmice i to protiv Ekvadora u skupini B te u četvrtfinalu protiv Portugala gdje je Engleska ispala zbog lošijeg izvođenja jedanaesteraca.
Kasnije je stavljen na margine u reprezentaciji zbog jake konkurencije koju su činili Steven Gerrard, Frank Lampard i Gareth Barry a kasnije i Scott Parker. Dok su reprezentaciju vodili Sven-Göran Eriksson i Steve McClaren, Carrick je odigrao svega devet reprezentativnih utakmica.
Fabio Capello je uveo Carricka na popis igrača za Svjetsko prvenstvo u Južnoj Africi te mu je dodijeljen dres s brojem 22.
Novi izbornik Roy Hodgson nije uvrstio Carricka na popis za EURO 2012. godine zbog igračeve ranije žalbe engleskom nogometnog savezu o lošem statusu u reprezentaciji. Također, Carrick je naveo da će pomoći reprezentaciji tek u ekstremnim situacijama.
Igrač se uskoro "vraća" u reprezentaciju i to u kolovozu iste godine za prijateljski susret protiv Italije koji je igran u Švicarskoj. Carrick je igrao svih 90 minuta dok je posljednjih 20 minuta preuzeo kapetansku vrpcu od Franka Lamparda koji je izašao iz igre.

## Privatni život
Carrick je rođen u Wallsendu a nogomet je počeo igrati s pet godina u klubu Wallsend Boys Club gdje je njegov otac Vince volontirao. S 13 godina pojavio se u BBC-jevoj dječjoj emisiji Live & Kicking emitiranoj 4. veljače 1995.
Michael ima četiri godine mlađeg brata Graemea koji je trenutno trener-igrač u niželigašu Team Northumbria. Prije toga Graeme je radio kao trener u nogometnoj akademiji Newcastle Uniteda trenirajući dobne kategorije do deset i šesnaest godina.
Carrick je u braku s Lisom Roughead koja radi kao instruktorica pilatesa. Par se vjenčao 16. lipnja 2007. godine te imaju kćer Louise i sina Jaceyja.

## Osvojeni trofeji

### Klupski trofeji
| Klub              | Trofej                     | Sezona / godina |
| Engleska          | Engleska                   | Engleska        |
| ----------------- | -------------------------- | --------------- |
| West Ham United   | Juniorski FA kup           | 1999.           |
| Manchester United | Englesko prvenstvo         | 2006./07.       |
| Manchester United | Community Shield           | 2007.           |
| Manchester United | Englesko prvenstvo         | 2007./08.       |
| Manchester United | UEFA Liga prvaka           | 2007./08.       |
| Manchester United | Community Shield           | 2008.           |
| Manchester United | Svjetsko klupsko prvenstvo | 2008.           |
| Manchester United | Englesko prvenstvo         | 2008./09.       |
| Manchester United | FA Liga kup                | 2009./10.       |
| Manchester United | Community Shield           | 2010.           |
| Manchester United | Englesko prvenstvo         | 2010./11.       |
| Manchester United | Community Shield           | 2011.           |

### Individualni trofeji
| Klub            | Trofej            | Godina   |
| Engleska        | Engleska          | Engleska |
| --------------- | ----------------- | -------- |
| West Ham United | PFA momčad godine | 2004.    |

## Vanjske poveznice
- Profil igrača na službenim web stranicama Manchester Uniteda
- Statistika igrača na Soccerbase.com  Arhivirana inačica izvorne stranice od 29. travnja 2010. (Wayback Machine)